# 洛清江
洛清江为柳江支流，发源于中国广西桂林市临桂县宛田瑶族乡的横林界区，向南经过临桂县、永福县、柳州市鹿寨县，在江口乡汇入柳江。临桂县五通镇旧时为义宁县，故在临桂县渡头乡上游江流称义江。旧时以相思埭与漓江相连，现湘桂铁路、桂柳高速公路沿洛清江修建。